# Saniculoideae
Saniculoideae es una subfamilia de plantas con flores perteneciente a la familia Apiaceae.

## Géneros y tribus
- Tribus : Saniculeae, Steganotaenieae
- Actinolema - Alepidea - Astrantia - Eryngium - Hacquetia - Petagnaea - Polemanniopsis - Sanicula - Steganotaenia